# Andre Goode
Andre Goode (Rockford, 17 aprile 1963) è un ex cestista statunitense, professionista in Francia, Italia, Spagna, Croazia e Argentina.

## Carriera
Venne selezionato dai Detroit Pistons al terzo giro del Draft NBA 1985 (60ª scelta assoluta).
Con gli Stati Uniti disputò le Universiadi di Edmonton 1983.

## Palmarès
- USBL All-Rookie Team (1985)